# Chapelle-Voland
Chapelle-Voland település Franciaországban, Jura megyében. Lakosainak száma 626 fő (2022. január 1.). Chapelle-Voland Mouthier-en-Bresse, Nance, Commenailles, Cosges, Relans, Beauvernois, Bellevesvre, Bosjean, Montjay, Le Planois és Torpes községekkel határos.

## Népesség
A település népességének változása:
| Lakosok száma | 822  | 615  | 596  | 602  | 618  | 615  | 602  | 604  | 601  | 626  |
|               | 1968 | 1982 | 1990 | 2006 | 2013 | 2015 | 2017 | 2019 | 2020 | 2022 |